# Vestido de boda de Carlota de Gales
El vestido de boda de la princesa Carlota de Gales fue llevado en su boda con el príncipe Leopoldo de Saxe-Coburgo-Saalfeld celebrada el 2 de mayo de 1816 en Carlton House, en Londres. Carlota era la hija única de Jorge, príncipe de Gales y Carolina de Brunswick; Leopoldo era el hijo más joven de Francisco, duque de Saxe-Coburgo-Saalfeld y la condesa Augusta de Reuss-Ebersdorf.
El vestido de boda era una prenda de satén en estilo imperio, blanco plateado, cubierto con un sobrevestido más corto de seda transparente bordada en el borde con conchas y flores de lamé de plata. Las mangas cortas estaban adornadas con encaje de Bruselas, y la cola de 1,80 m estaba hecha de la misma tela que el vestido y sujeta a modo de capa con un broche de diamantes. Según se informa, el vestido costó 10.000 libras (equivalente a aproximadamente 575.000 libras de 2017) y fue diseñado y confeccionado por la modista londinense "Señora Triaud". 
El vestido se ha conservado, y forma parte de la colección propiedad de Historic Royal Palaces. Es la prenda más antigua de la colección, y es ahora muy frágil, debido a su antigüedad.
La princesa Carlota acompañó el vestido con pendientes, collar de perlas, y un brazalete regalo de boda del príncipe Leopoldo.